# Cerkev sv. Kunigunde, Kungota pri Ptuju
Podružnična cerkev sv. Kunigunde v Kungoti pri Ptuju stoji v občini Kidričevo ter spada pod župnijo Hajdina in mariborsko nadškofijo. Znana je zlasti zaradi poznogotskih poslikav neznanega slikarja s konca 16. stoletja. Leta 2007 je dobila status spomenika lokalnega pomena.

## Zgodovina stavbe
Vas, v kateri se nahaja podružnična cerkev, je v času Karla Velikega spadala pod Oglejsko nadškofijo, vendar v tem času še ni nosila današnjega imena. Poimenovanje vasi, kot tudi cerkve, povezujemo z njeno zavetnico, sv. Kunigundo (ženo cesarja Henrika II.), ustanoviteljico benediktinskega samostana v Kaufungenu. Prve arhivske omembe sv. Kungote (ime Kungota pri Ptuju dobi šele leta 1955) segajo v leto 1443, nastanek same cerkve pa v osnovi datiramo okoli sto let prej. Za gradnjo prezbiterija pa je določeno leto 1520, kljub temu da letnica ni navedena v pisnih virih. Bila je namreč odkrita na slavoločni steni ob prenovi cerkve. Za nastanek poslikav navajamo letnico 1588, pripisano pod ladijsko fresko.
Avtor poslikave ni znan, je pa zato bolj prepričljiv pripis naročništva. Naročnik poslikave je namreč po vsej verjetnosti prihajal iz družine gospodarjev graščine Ravno polje, ki se nahaja v bližini vasi. Po smrti zadnjega moškega potomca rodbine Ptujskih – Friderika Ptujskega, je vurberška posest v njegovi lasti pripadla njegovi sestri Neži, ki se je poročila v družino posesti Ebensfeld (Ravno Polje). Med letoma 1572 in 1586 se je Ebensfeld osamosvojil in pridobil pravne pravice nad kungoško cerkvijo. V tem času je bil gospodar graščine grof Jurij Žiga Stubenberg. Zaradi možne protestantske ikonografske interpretacije sklepamo, da je naročništvo prišlo z njegove strani ali vsaj njegovega ožjega kroga, saj je mnogo plemičev ravno v teh reformacijskih letih prestopilo v protestantsko vero.

## Poslikave notranjščine
Odkrite poslikave v tehniki al secco se nahajajo v severnem in južnem delu prezbiterija in na severni steni cerkvene ladje. V drugi traveji, v ločnem polju severne stene prezbiterija, so uokvirjeni štirje prizori iz pasijonskega cikla, ki se nadaljujejo na južni steni, najprej z nadaljevanjem novozaveznih prizorov, nato pa s Poslednjo sodbo v podločju prve traveje. Prezbiterijske poslikave se po obliki prilagajajo obokanju in so posledično šilasto zaključene, prizor v cerkveni ladji pa je preprosto pravokotno uokvirjen.

### Prezbiterij
Severna prezbiterijska poslikava se začne s prizorom Jezusa primejo, ki je med štirimi prizori najbolje ohranjen. Prepoznamo Kristusa, vojake s kopji v orientalizirani opravi – pokriti so s perzijskimi čeladami ter zaščiteni z mrežnimi pleteninami. Osrednji dogodek predstavlja Judežev poljub, v ozadju pa je trenutek, ko Simon Peter odseka uho vojaku Malhu. Sredinska prizora Jezus pred velikim duhovnikom in Jezus pred Pilatom sta slabše ohranjena, a dovolj prepoznavna za ikonografsko analizo. Vsebino pomaga razvozlati tudi številka 1812, ki označuje mesto v Janezovem evangeliju, ki opisuje dogajanje pred velikim duhovnikom Hanom. Tretji prizor je od štirih najslabše ohranjen. Ponovno prepoznamo Jezusovo podobo v profilu, na desni pa sedečega moškega, ki roke steguje proti skledi podobnemu predmetu. Po tem sklepamo, da gre za Pilatovo umivanje rok, ko na Kristusu ne najde nobene krivde. Četrti prizor Jezus pred Herodom prikazuje Kristusa v belem ogrinjalu in okronanega moža na desni v spremstvu dvorjanov. Pod vsemi prizori je širok trak, ki je morda nudil dodatno pisno pojasnilo k prizorom. Pod njim teče še en trak, ki je morda imel le dekorativno funkcijo.
Najbolj vzhodna poslikava na južni strani je slabo ohranjena zaradi vzidave in kasnejše zazidave okna ob prenovah. V levem spodnjem kotu se dogajanje začne s prizorom klečeče žene, naslikane v profilu. Gre za prizor Noli me tangere, čeprav so bile ponujene tudi druge interpretacije. Kljub slabi ohranitvi srednjih dveh prizorov je sklenjeno da gre za prizora Jezus se prikaže apostolom ter Vnebohod. V skrajno desnem zgornjem kotu je podoba obsijanega goloba, znamenje Svetega Duha, pod njim pa skupina moških figur – najvrjetneje apostolov. Gre za prizor Binkošti, petdeseti dan po Veliki noči, ko se na apostole spusti Sveti Duh.
Drug zamejen prizor na južni steni je Poslednja sodba, ki pa ni razdeljena na posamezne prizore, ampak gre za bolj dinamično dogajanje v zaokroženi kompozicijo. Osrednji v dogajanju je Kristus sodnik, oblečen v purpurno oblačilo, sedeč na zemeljski obli. Nosijo ga vrtinčasti oblaki, za njim pa se razpenja mavrični lok. Z desnico vodi v nebesa izvoljene, z levico pa grešnike pošilja v pekel. Ob njem sta Marija in Janez Evangelist, levo in desno od njega sta angela s trobentami, na skrajnih delih poslikave pa dve personifikaciji vetrov. Spodaj pod nebesnim dogajanjem je prizor Vstajenja mrtvih. V ospredju je podoba klečečega moškega, ki se obrača proti raju – najverjetneje gre za donatorja poslikave. Pod Poslednjo sodbo je uokvirjen napis v poznogotski minuskuli iz Matejevega evangelija ''Kommet Gesegneten un nehmet ins Besitz...'' (Mt 25, 34).

### Severna ladijska stena
Na severni steni ladje je prizor dveh antropomorfnih figur, v kvadratnem polju, zamejenim z dvema preprostima stebroma. Na levi je podoba hudiča z leseno nogo, ki žensko figuro na desni vabi v skušnjavo. Ženska figura je upodobljena gola, spuščenih las. Stopala ji ovijajo ognjeni zublji, po telesu pa se ji vijejo kače, ki jo grizejo v prsi. Gre za personifikacijo Luksurije (Razvratnosti). Pod prizorom je navedena letnica 1588.

## Obnove in restavratorski posegi
V sodelovanju z Zavodom za spomeniško varstvo Maribor je bila cerkev obnovljena leta 1988, pod vodstvom restavratorja Viktorja Gojkoviča. Obnovljeni so bili notranji ometi, oltar, naredili so električno napeljavo, bakreno oblogo za kupolo, dobili so nov zvon in cerkev opleskali. Obnova se je sicer pričela že leta 1987, a brez restavratorskega nadzora in takrat so odkrili sledove stenske poslikave. Zaradi omejenih finančnih sredstev se je Viktor Gojkovič odločil, da se odkrije le določene dele poslikav, čeprav vse kaže na to, da je poslikan večji del cerkvene notranjščine.